# Самјуел Худ
Самјуел Худ, 1. виконт Худ (енгл. Samuel Hood, 1st Viscount Hood; 12. децембар 1724 — 27. јануар 1816) је био британски адмирал, учесник Америчког рата за независност и Француских револуционарних ратова. Био је ментор Хорејшију Нелсону.

## Биографија
Самјуел Худ се родио у породици викара Самујела Худа из Самерсета и његове жене Мери Хоскинс, кћерке есквајра из Дорсета. Ступио је у Краљевску морнарицу 1741. године и служио је на броду ХМС Ладли под командом капетана Џорџа Роднија, и 1746. године унапређен је у чин поручника.
У време Рата за аустријско наслеђе Худ је служио у Северном мору. Самјуел Худ је 1754. године добио под команду слуп ХМС Јамајка, којим је пловио у северноамеричким водама. Две године касније, у јулу 1756. Худ је био постављен за заповедника слупа ХМС Лајвели. После почетка Седмогодишњег рата, Худ је унапређен у чин капетана и био је постављен за команданта брода ХМС Графтон са 70 топова, а 1757. је постављен за привременог команданта брода ХМС Антилоп са 60 топова, којим је напао француску фрегату у заливу Одерн и заробио два француска приватира. У 1759. години Худ је командовао фрегатом ХМС Вестал са 32 топа, са којим је после жестоке борбе заробио француску фрегату Белону са 32 топа. Затим је служио у Ламаншу, учествовао у нападу брандерима на Авр, где је уништио француске транспортне бродове, који су били одређени за десант у Енглеској. После склапању мира, Худ је 1767. постављен за команданта ексадре у северноамеричким бодама, а у октобру 1770. године се вратио у домовину.
У 1778. после службе у Северној Америци, постао је комесар у Портсмуту и начелник Краљевске поморске академије. Исте године, за време посете Портсмуту, краљ Џорџ III је дао Худу титулу барона. У то време се разбуктао рат са америчким колонијама, које је подржавала Француска. Рат је био изузетно непопуларан, а Адмиралитету су били потребни искусни официри. Стога је Самјуел Худ 26. септембра 1780. произведен у чин контрадмирала и постављен у Западним Индијама као заменик вицеадмирала Џорџа Роднија.
У северноамеричком рату два пута је поразио француског вице-адмирала де Граса, код острва Свети Кристофер и Гваделуп (1782), заробивши 4 француска брода. 25. септембра 1787. године лорд Худ је унапређен у вицеадмирала плаве флоте, а 1. фебруара 1793. у чин вице-адмирала црвене ескадре. За време Француских револуционарних ратова, као главнокомандујући у Средоземном мору, 1793. године опсео је Тулон са француским ројалистима, а 1794. је освојио Корзику. 12. фебруара 1799. године Худ је унапређен у адмирала беле ескадре. 9. новембра 1805. Худ је унапређен у адмирала црвене ескадре.